# 4202 Minitti
4202 Minitti eller 1985 CB2 är en asteroid i huvudbältet som upptäcktes den 12 februari 1985 av den belgiske astronomen Henri Debehogne vid La Silla-observatoriet. Den är uppkallad efter Michelle Minitti.
Den tillhör asteroidgruppen Eos.